# قرار مجلس الأمن التابع للأمم المتحدة رقم 1220
قرار مجلس الأمن التابع للأمم المتحدة رقم 1220، المتخذ بالإجماع في 12 كانون الثاني / يناير 1999، بعد التذكير بالقرار 1181 (1998) بشأن الحالة في سيراليون، مدد المجلس ولاية بعثة مراقبي الأمم المتحدة في سيراليون حتى 13 آذار / مارس 1999.
وأعرب مجلس الأمن عن قلقه إزاء تدهور الحالة في سيراليون وشجع الجهود المبذولة لحل الصراع من أجل تحقيق سلام واستقرار دائمين. وأحاط علماً باعتزام الأمين العام كوفي عنان تخفيض عدد المراقبين العسكريين في بعثة مراقبي الأمم المتحدة في سيراليون. وسيبقى عدد صغير في كوناكري، عاصمة غينيا المجاورة، وسيعود مع موظفي الدعم عندما تتحسن الظروف.
وأخيراً، طُلب من الأمين العام أن يقدم تقريراً إلى المجلس بحلول 5 آذار / مارس 1999 يتضمن توصيات بشأن نشر بعثة مراقبي الأمم المتحدة في سيراليون في المستقبل.

## روابط خارجية
- نص القرار في undocs.org